# Austrochilidae
Austrochilidae Zapfe, 1955 è una famiglia di ragni appartenente all'infraordine Araneomorphae.

## Etimologia
Il nome deriva dal latino austrum, cioè australe, meridionale, che sta ad indicare le regioni in cui è endemico, nell'emisfero australe, e dal greco χὶλιοι, chìlioi, cioè mille, migliaia, forse riferito alla loro prolificità, ed il suffisso -idae, che designa l'appartenenza ad una famiglia.

## Distribuzione
I generi Austrochilus e Thaida sono endemici delle foreste andine del Cile centrale e meridionale e delle regioni adiacenti dell'Argentina. Il genere Hickmania è tipico della Tasmania.

## Tassonomia
Attualmente, a novembre 2020, si compone di 3 generi e 10 specie:, suddivise in due sottofamiglie secondo l'entomologo Joel Hallan:
- Austrochilinae Zapfe, 1955
  - Austrochilus Gertsch & Zapfe, 1955
    - Austrochilus forsteri Grismado, Lopardo & Platnick, 2003 — Cile
    - Austrochilus franckei Platnick, 1987 — Cile, Argentina
    - Austrochilus manni Gertsch & Zapfe, 1955 — Cile
    - Austrochilus melon Platnick, 1987 — Cile
    - Austrochilus newtoni Platnick, 1987 — Cile
    - Austrochilus parwis Michalik & Wunderlich, 2017 - Cile
    - Austrochilus schlingeri Platnick, 1987 — Cile

  - Thaida Karsch, 1880
    - Thaida chepu Platnick, 1987 — Cile
    - Thaida peculiaris Karsch, 1880 — Cile, Argentina
- Hickmaniinae Lehtinen, 1967
  - Hickmania Gertsch, 1958
    - Hickmania troglodytes (Higgins & Petterd, 1883) — Tasmania